# سوبوتین
سوبوتین (به چکی: Sobotín) یک منطقهٔ مسکونی در جمهوری چک است که در ناحیه شومپرک واقع شده‌است. سوبوتین ۴۳٫۹۹ کیلومتر مربع مساحت و ۲٬۴۴۴ نفر جمعیت دارد و ۳۶۵ متر بالاتر از سطح دریا واقع شده‌است.